# Blue & Lonesome
Blue & Lonesome is een album van de Engelse rockgroep The Rolling Stones, uitgebracht in 2016. 

## Achtergrond
Het album bevat twaalf bluescovers uit de jaren 50, 60 en 70 van de 20e eeuw en is opgenomen in drie dagen. Het was het eerste studioalbum van de groep sinds 2005. Op de nummers Everybody Knows About My Good Thing en I Can't Quit You Baby speelt Eric Clapton mee. 
Het album kwam direct binnen op nummer 1 van de Nederlandse en Belgische albumlijsten. In 2018 won het een Grammy Award voor beste traditionele blues album, de eerste Grammy voor de Stones sinds 1995 (en derde in totaal).

## Composities
| 1.                 | Just Your Fool (origineel door Buddy Johnson & His Orchestra, 1953)                           | 2:16 |
| 2.                 | Commit a Crime (origineel door Howlin' Wolf, 1971)                                            | 3:38 |
| 3.                 | Blue and Lonesome (origineel door Little Walter, 1965)                                        | 3:07 |
| 4.                 | All of Your Love (origineel door Magic Sam, 1957)                                             | 4:46 |
| 5.                 | I Gotta Go (origineel door Little Walter & His Jukes, 1955)                                   | 3:26 |
| 6.                 | Everybody Knows About My Good Thing (origineel door Little Johnny Taylor, 1971)               | 4:30 |
| 7.                 | Ride 'Em on Down (origineel door Bukka White, 1937 / Robert Petway, 1941)                     | 2:48 |
| 8.                 | Hate to See You Go (origineel door Bo Diddley, 1955 / Little Walter & His Jukes, 1955)        | 3:20 |
| 9.                 | Hoo Doo Blues (origineel door Sonny Boy Williamson, 1947 / Lightnin' Slim & Jerry West, 1958) | 2:36 |
| 10.                | Little Rain (origineel door Jimmy Reed, 1956)                                                 | 3:32 |
| 11.                | Just Like I Treat You (origineel door Howlin' Wolf, 1962)                                     | 3:24 |
| 12.                | I Can't Quit You Baby (origineel door Otis Rush, 1956)                                        | 5:13 |
| Totale duur: 42:36 |                                                                                               |      |

## Hitlijsten

### Album
| Jaar | Hitlijst                      | Notering |
| ---- | ----------------------------- | -------- |
| 2016 | Nederlandse Album Top 100     | 1(5wk)   |
| 2016 | Ultratop 200 Albums           | 1(1wk)   |
| 2016 | Official Albums Chart Top 100 | 1(1wk)   |
| 2016 | Billboard 200                 | 4        |

### Singles
| Jaar | Single             | Hitlijst | Notering |
| ---- | ------------------ | -------- | -------- |
| 2016 | Just Your Fool     | -        | -        |
| 2016 | Hate To See You Go | -        | -        |
| 2016 | Ride 'Em On Down   | -        | -        |